# George Carey
George Leonard Carey, Barão Carey de Clifton PC (nascido em 13 de novembro de 1935) é um ex-padre anglicano inglês, que serviu como 103º arcebispo de Canterbury de 1991 a 2002.
Em junho de 2017, Lorde Carey renunciou ao seu último cargo formal na Igreja da Inglaterra depois que uma investigação independente descobriu que ele não passou à polícia alegações graves de abuso sexual a jovens contra o bispo Peter Ball. Em 4 de dezembro de 2024, Carey apresentou sua renúncia como padre da Igreja da Inglaterra.

## Biografia
George Carey nasceu em 13 de novembro de 1935, em Bow, no East End de Londres. Seu pai, George Carey, trabalhava como porteiro de hospital e George era o mais velho de cinco filhos. Ele frequentou a Escola Primária Bonham Road em Dagenham, mas depois foi reprovado no Eleven-Plus. Ele então frequentou a Escola Secundária Moderna Bifrons em Barking antes de sair aos 15 anos. Trabalhou para o Conselho de Eletricidade de Londres como office boy antes de começar seu Serviço Nacional aos 18 anos na Força Aérea Real como operador de rádio, durante o qual serviu no Iraque.
Carey tornou-se um cristão convicto aos 17 anos, quando compareceu a um culto na igreja com alguns amigos. Aos 20 anos, retornou aos estudos e, em 15 meses, foi aprovado em três exames de nível avançado e seis de nível avançado, conquistando uma vaga no King's College de Londres. Estudou também na London College of Divinity (ALCD). Ele se formou em teologia (BD. Hons) em 1962 e foi ordenado diácono no mesmo ano. Foi ordenado sacerdote em 1963 pelo Bispo de Londres.
Reverendo Carey passou quatro anos como pároco na St. Mary's, em Islington, no norte de Londres. Continuou seus estudos e obteve o título de Mestre em Teologia com uma tese sobre Igreja, Ministério e Eucaristia nos Padres Apostólicos. Ingressou na equipe do Oak Hill Theological College como professor de teologia em 1966, transferindo-se para o St. John's College, em Nottingham, em 1970, onde também atuou como capelão. Durante esses anos, obteve o doutorado com uma tese sobre como os cristãos do século II entendiam a natureza da Igreja.
De 1975 a 1982, o Dr. Carey foi vigário da Igreja de São Nicolau, em Durham. Ainda atuou como capelão prisional em uma penitenciária juvenil (1977-1981) e manteve seus vínculos com a RAF, servindo como capelão da filial de Durham da Associação da RAF. Em 1982, foi nomeado Reitor do Trinity College, em Bristol, e acompanhou a instituição por um período de mudança e crescimento. Durante seus cinco anos em Bristol, atuou como membro eleito do Sínodo Geral e foi nomeado membro do Conselho para Missão e Unidade, servindo posteriormente como Presidente do Grupo Consultivo de Fé e Ordem. Foi também membro do Conselho Consultivo para o Ministério da Igreja (ACCM) e membro do Conselho de Estudos Teológicos e Religiosos do Conselho para Prêmios Acadêmicos Nacionais (CNAA). Também foi Cônego Honorário da Catedral de Bristol de 1984 a 1987.
Carey casou-se com Eileen Harmsworth Hood em 1960. Eles têm dois filhos, Mark (um padre anglicano) e Andrew (ex-editor-adjunto do jornal da Igreja da Inglaterra e mais tarde jornalista freelance); e duas filhas.

## Episcopado
Nomeado bispo de Bath e Wells em 1987, George Carey foi consagrado bispo por Robert Runcie, arcebispo de Canterbury, na Catedral de Southwark em 3 de dezembro de 1987 e entronizado em fevereiro de 1988. Durante seu mandato, também foi Presidente do Grupo Consultivo de Fé e Ordem.

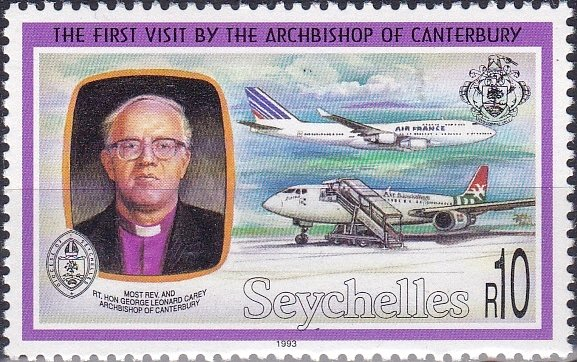
Selo das Seychelles para a primeira visita do Arcebispo de Canterbury, 1993

Menos de três anos depois, a primeira-ministra Margaret Thatcher o indicou como novo Arcebispo de Canterbury. Era um cargo que ele certa vez disse que não desejaria nem para o seu pior inimigo. O correspondente religioso do The Times, Clifford Longley, comentou que "a conhecida impaciência da Sra. Thatcher com a indefinição teológica e moral... deve ter sido um fator" para a escolha.
Segundo o The New York Times, sua nomeação foi acolhida com entusiasmo, pois "possuía uma combinação de qualidades que se traduziriam em uma expressão clara, contundente e progressiva da fé cristã". O Arcebispo de Iorque, Dr. John Habgood, que era um dos favoritos para suceder o Dr. Runcie, disse que entre os atributos do Carey estavam "sua idade, para que ele pudesse dedicar tempo ao trabalho".
Já setores conservadores se preocuparam com a escolha devido às suas tendências evangélicas. Carey também foi criticado por sua defesa da ordenação de mulheres, pois havia observado que os oponentes da proposta eram hereges, declaração que também enfureceu Roma. Ele foi forçado a recuar, modificando sua acusação de heresia para chamar os inimigos das mulheres sacerdotisas de culpados apenas de “erro fundamental”. Diante de comentários sobre suas posições e atividades, Carey avisou que continuaria a se manifestar sobre questões sociais e políticas. Foi o primeiro Arcebispo de Canterbury a não ter frequentado as universidades de Oxford ou Cambridge e se tornou o primeiro arcebispo a discursar no Congresso Sindical.
Carey foi confirmado em 27 de março de 1991, na St Mary-le-Bow Church, e entronizado como 103º Arcebispo de Canterbury em 19 de abril seguinte. O novo arcebispo descreveu sua carreira como "dos trapos ao roxo". Nessa posição, se tornou Lorde Espiritual na Câmara dos Lordes e membro do Conselho Privado.
Em 31 de outubro de 2002, Carey aposentou-se, renunciando à Sé de Canterbury, e no dia seguinte foi criado um par vitalício como Barão Carey de Clifton, de Clifton na Cidade e Condado de Bristol, o que significa que ele permaneceu como membro da Câmara dos Lordes.
Carey foi chanceler da Universidade de Gloucestershire por sete anos, renunciando em 2010, e foi presidente da London School of Theology, também conhecida como St John’s College, Nottingham. De 2004 a 2010, foi copresidente do Conselho dos 100 Líderes do Fórum Econômico Mundial, promovendo a compreensão e o diálogo entre os mundos ocidental e islâmico, e a partir de 2003 foi presidente do conselho de curadores do World Faiths Development Dialogue (WFDD), o qual confundou em 2001, com James D. Wolfensohn, presidente do Banco Mundial, no Berkley Center.

## Posições teológicas e sociais e marcas do arcebispado
As raízes teológicas de Carey estão na tradição evangélica da Igreja da Inglaterra. Ele apoiou fortemente a ordenação de mulheres, mas também teve laços ecumênicos estreitos com a Igreja Católica Romana, tendo sido escolhido em 1976 para representar a Igreja da Inglaterra em uma reunião do Pontifício Conselho para a Promoção da Unidade dos Cristãos em Roma. Ele presidiu a Conferência de Lambeth de 1998 e apoiou ativamente a resolução da conferência, que rejeitava intransigentemente toda prática homossexual como "incompatível com as escrituras".
Carey foi criticado por sua falta de neutralidade na questão da homossexualidade por aqueles que tentavam chegar a uma posição de compromisso que havia sido apresentada à conferência por um grupo de trabalho de bispos sobre sexualidade humana. Ele também votou contra uma condenação expressa (que estava presente na forma original da resolução) da homofobia. A resolução como um todo levou um dos colegas primazes de Carey, Richard Holloway, bispo de Edimburgo e primus da Igreja Episcopal Escocesa, a declarar "Sinto-me destruído, sinto-me traído, mas a luta continuará".
Carey disse: "Se esta conferência for conhecida pelo que dissemos sobre a homossexualidade, então teremos falhado." A resolução, no entanto, foi o início de uma crescente crise de unidade dentro da Comunhão Anglicana em torno da questão da sexualidade humana. Em 1999, ele foi um dos quatro bispos ingleses que se recusaram expressamente a assinar o Acordo de Cambridge: uma tentativa de chegar a um acordo sobre a afirmação de certos direitos humanos dos homossexuais, apesar das diferenças dentro da igreja sobre a moralidade do comportamento homossexual. Em uma entrevista com Sir David Frost em 2002, ele disse: "Não acredito em abençoar relacionamentos entre pessoas do mesmo sexo porque, francamente, não sei o que estou abençoando."
Diante da crise quanto ao sacerdócio feminino, como Arcebispo, ele agiu para manter a Comunhão, estabelecendo os meios pelos quais clérigos, leigos e paróquias que discordavam da decisão permanecessem na igreja, por meio de bispos nomeados especialmente para cuidar deles. No entanto, a Conferência de Lambeth de 1998 também foi a primeira para a qual bispas foram convidadas. Durante seu governo, como líder da Comunhão Anglicana, ele viajou extensivamente por todas as províncias. Destacaram-se as viagem a Ruanda, após o genocídio, e ao Sudão, quando irritou seus anfitriões, resultando na expulsão do embaixador britânico. Em dezembro de 1996, durante uma visita oficial do Arcebispo de Canterbury ao Papa João Paulo II, no Vaticano, eles assinaram uma Declaração Comum. Ainda assumiu posições nas questões inter-religiosas, tanto no Reino Unido quanto fora.
Como administrador, diante da perda significativa de valor dos investimentos dos Comissários da Igreja, ele iniciou uma revisão das estruturas e da governança da igreja, que resultou na formação do Conselho do Arcebispo, um novo órgão sênior que reúne políticas e finanças.
Em 1998, Carey fez um apelo público para o tratamento humano de Augusto Pinochet, o antigo ditador do Chile, que na altura estava detido no Reino Unido.
Em 2000, Carey criticou o documento Dominus Iesus, emitido pela Congregação para a Doutrina da Fé sob o Papa João Paulo II, dizendo que "não refletia a profunda compreensão que foi alcançada através do diálogo ecumênico e da cooperação [entre católicos romanos e anglicanos] durante os últimos 30 anos... a Igreja da Inglaterra e a Comunhão Anglicana mundial não aceitam por um momento que suas ordens de ministério e Eucaristia sejam deficientes de alguma forma. Ela acredita ser parte da Igreja una, santa, católica e apostólica de Cristo, em cujo nome serve e dá testemunho, aqui e ao redor do mundo."
Após os ataques de 11 de setembro, ele apoiou a força militar no Afeganistão, mas disse que isso não tem nada a ver com religião. Em uma visita a uma mesquita em Shoreditch, no leste de Londres, em outubro de 2001, ele pediu um "diálogo mais profundo entre líderes cristãos e muçulmanos no Reino Unido". Um mês depois, em uma entrevista para a televisão árabe, ele pediu aos muçulmanos que não vissem a ação militar no Afeganistão como uma guerra contra o islamismo.
Como Arcebispo de Canterbury, Carey participou de eventos nacionais importantes: o funeral de Diana, Princesa de Gales, em 1997; liderou a oração pela nação no Domo do Milênio; lidereou o culto em memória às vítimas britânicas dos ataques de 11 de setembro; liderou as homenagens no funeral de Elizabeth, a Rainha Mãe, em 2001; e pregou no Jubileu de Ouro da Rainha em 2002.
Carey foi o primeiro ex-arcebispo de Canterbury a publicar suas memórias. O livro, "Know the Truth", menciona encontros com o Príncipe de Gales e Camilla Parker Bowles e seus pensamentos de que eles deveriam se casar, o que aconteceu apenas em 2005.

## Escândalo de abusos sexuais na Igreja
Durante o mandato de Carey como Arcebispo de Canterbury, houve muitas queixas de abuso sexual em série feitas contra Peter Ball, o Bispo de Lewes e mais tarde de Gloucester até sua renúncia em 1993, após admitir um ato de indecência grave. Carey, em carta ao Diretor de Acusações Públicas e ao Chefe de Polícia de Gloucester em fevereiro de 1993, escreveu sobre o "compromisso incondicional de Ball com seu Senhor e com a Igreja Cristã", que a investigação "me pareceu, a princípio, bastante improvável" e que Ball estava sofrendo "dor excruciante e tormento espiritual" devido às alegações. Não só o então arcebispo, mas também várias outras figuras importantes escrevam cartas confidenciais em apoio a Ball. Além disso, depois que Ball se aposentou como bispo, Carey lhe permitiu continuar oficiando na Igreja da Inglaterra.
Somente em 2012, após diversas investigações, a Igreja finalmente liberou os documentos para a polícia e Ball foi preso e acusado de má conduta em cargo público, relacionada ao abuso sexual de 16 vítimas e quatro acusações de agressão indecente contra quatro jovens. Ball foi libertado no mesmo dia, por recomendação médica, para ser interrogado pela polícia posteriormente, para interrogatório sobre crimes "supostamente cometidos contra oito rapazes e jovens, todos eles na época no final da adolescência ou no início dos vinte anos, exceto um que tinha 12 anos".
Em uma declaração enviada para audiências pré-julgamento sobre Ball, Carey disse: "Eu estava preocupado que se quaisquer outras alegações fossem feitas, isso reacenderia uma investigação policial. Disseram-me categoricamente que quaisquer questões de indecência do passado não seriam levadas adiante." Carey disse que o alto funcionário do Crown Prosecution Service lhe disse: "No que nos diz respeito, ele renunciou. Ele está fora disso. Não vamos levar nada adiante."
Após a reabertura do processo, em setembro de 2015, Ball se declarou culpado de duas acusações de agressão indecente relacionadas a dois jovens e uma acusação de má conduta em cargo público, que se refere ao abuso sexual de 16 jovens de 1977 a 1992. O Ministério Público permitiu que duas acusações de agressão indecente a dois adolescentes fossem registradas; pelo acordo, fechado em segredo, Ball não seria julgado pelos supostos crimes mais graves, que envolveram meninos de 13 e 15 anos. No dia 8 do mês seguinte, ele foi condenado a 32 meses de prisão; manifestantes chamaram isso de "uma falha em fazer justiça", já que o homem de 83 anos deverá cumprir metade dessa pena. De fato, Ball foi liberto da prisão em fevereiro de 2017.
Justin Welby, que se tornou Arcebispo de Canterbury em 2013, anunciou a encomenda de uma revisão independente em 5 de outubro de 2005, para lidar com a falha sistemática da Igreja no tratamento do caso de Ball, e apresentou a Dame Moira Gibb em fevereiro de 2016 como presidente da revisão.
O The Daily Telegraph noticiou em 22 de outubro de 2016 que Lorde Carey aceitou que merecia críticas por seu apoio a Peter Ball. Carey havia solicitado que seus advogados, e não os da Igreja, o representassem no Inquérito Independente sobre Abuso Sexual Infantil, promovido pelo governo, onde Carey recebeu o status de "participação central", com a Igreja da Inglaterra pagando pelos advogados. Ao mesmo tempo, seu filho, Rev. Mark Carey, foi preso na mesma semana, sob suspeita de acusações históricas de abuso sexual infantil. Sua suposta vítima, agora na casa dos 30 anos, teria alegado ter sido agredida quando o Rev. Carey era quase adolescente. Depois de solto sob fiança, Mark Carey foi suspenso pela Igreja. No ano seguinte, o filho de Lord Carey foi inocentado das acusações contra ele e assumiu um novo cargo como vigário.
O relatório de Gibb de junho de 2017, "Um abuso de fé", descobriu que Carey fazia parte de um encobrimento que protegia o bispo Ball de ser processado. Carey foi criticado no relatório, que disse que ele "deu o tom para a resposta da igreja aos crimes de Ball e deu o rumo que permitiu que as afirmações de Ball de que ele era inocente ganhassem credibilidade".
A revisão descobriu que Carey recebeu sete cartas de famílias e indivíduos após a prisão e advertência de Ball em 1992 por indecência grave, mas passou apenas uma (a menos perturbadora) para a polícia. Também não o adicionou à "Lista Lambeth" da Igreja da Inglaterra, que nomeia clérigos sobre os quais questões de adequação para o ministério foram levantadas, mas forneceu fundos a Ball e escreveu ao irmão de Ball, o também bispo Michael, em 1993, dizendo "Eu acreditava que ele era basicamente inocente". Graham Sawyer, que sobreviveu ao abuso de Peter Ball, pediu uma investigação policial do papel de Carey no caso Ball.
Após a produção do relatório e suas descobertas, Carey declarou que o relatório era uma "leitura profundamente desconfortável" e pediu desculpas às vítimas. O arcebispo Welby pediu a Carey que renunciasse ao cargo de bispo assistente. Em 26 de junho, após se encontrar com o bispo de Oxford, Steven Croft, Carey renunciou ao cargo de bispo assistente honorário na Diocese de Oxford, seu último cargo formal na igreja.
No ano seguinte, o Relatório de Abuso Sexual Infantil do Reino Unido (IICSA) confirmou que Carey cometeu graves violações de dever ao desacreditar alegações confiáveis de abuso sexual infantil dentro da Igreja e ao não acompanhar a ação disciplinar com a adição à lista de vigilância de salvaguarda da própria igreja. Em fevereiro de 2018, Lorde Carey recebeu Permissão para Oficiar (PTO) de Steven Croft, o bispo de Oxford, permitindo-lhe pregar e presidir igrejas na diocese. Isto foi revogado em 17 de junho de 2020, depois de a Igreja ter considerado que Carey poderia ter feito mais para passar à polícia as alegações de espancamentos cometidos pelo advogado John Smyth, que retirava as suas vítimas de escolas e acampamentos evangélicos para crianças. A permissão foi restaurada a Carey pelo Bispo de Oxford sete meses depois.
Em 4 de dezembro de 2024, Lorde Carey apresentou sua renúncia como padre da Igreja da Inglaterra, escrevendo "Desejo renunciar à minha permissão para oficiar". Isso aconteceu depois que uma investigação da BBC revelou que ele havia defendido o retorno de um suposto abusador de crianças, David Tudor, ao sacerdócio "sob supervisão", em 1993, depois de Tudor ter sido banido por cinco anos na década de 1980. A Igreja disse que a decisão de Carey tinha sido tomada com "certa apreensão", mas a investigação encontrou evidências sugerindo que Lord Carey ajudou Tudor a conseguir um emprego. Lord Carey disse à investigação que não se lembrava do nome de Tudor.
Em fevereiro de 2025, a Equipe Nacional de Salvaguarda (NST) da Igreja da Inglaterra solicitou permissão ao Presidente dos Tribunais para apresentar queixas sob a Medida de Disciplina do Clero (CDM) contra dez membros do clero, entre os quais o ex-arcebispo Carey, os quais foram nomeados na revisão de Makin sobre o abuso de John Smyth. Em junho de 2005, uma declaração da NST anunciou que sete dos clérigos enfrentarão processos disciplinares em conexão com o abuso perpetrado por Smyth, incluindo o ex-bispo de Durham, o Revd Paul Butler; contudo, o Presidente não concedeu permissão para iniciar processos contra Lord Carey e outros dois sacerdotes.

## Declarações públicas desde a aposentadoria

### Sobre a homossexualidade e casamento
Em 1994, Carey votou na Câmara dos Lordes para derrotar a legislação de igualdade que teria reduzido a idade de consentimento para homens homossexuais de 21 anos para a mesma idade que para heterossexuais (16 anos) e, novamente, em 1998, votou contra a equalização da idade de consentimento, na época 18, para 16 anos. Desde sua aposentadoria, Carey tem tolerado uniões entre pessoas do mesmo sexo na lei secular, mas continua a se opor ao casamento entre pessoas do mesmo sexo e às bênçãos da Igreja para uniões entre pessoas do mesmo sexo. Em março de 2006, ele pessoalmente endossou "com entusiasmo" um questionário para bispos americanos, descrito por ele como "Episcopais Leigos que desejam que sua Igreja permaneça fiel ao Cristianismo Ortodoxo", em relação à controvérsia naquela igreja sobre a ordenação de um bispo assumidamente gay. Por isso, ele foi repreendido por Frank Griswold, o Bispo Presidente da Igreja Episcopal dos Estados Unidos, "por se permitir ser usado por outros cuja ambição política é semear a divisão".[carece de fontes?]
No final de abril de 2006, Carey disse em uma entrevista televisionada que a ordenação do Bispo Gene Robinson, em 2003, beirava a heresia porque Robinson é gay e vive em um relacionamento de longo prazo. Sua associação com os Episcopalians Concerned agitou alguns, e sua decisão de confirmar dissidentes antigays que recusaram o ministério do Bispo da Virgínia intrigou as mesmas pessoas. Ele ainda criticou Robinson após sua internação em uma clínica de reabilitação. Carey pedia para se evitar um grande cisma na Comunhão, com a abstenção de novas consagrações de pessoas gays.
Em abril de 2010, Carey apresentou uma declaração de testemunha a um tribunal de apelação considerando a demissão de um conselheiro de relacionamento que se recusou a trabalhar com homossexuais, na qual ele sugeriu que a intervenção de clérigos seniores, incluindo ele próprio, era "indicativa de uma futura agitação civil". Na mesma declaração, ele sugeriu que os casos envolvendo direitos religiosos não deveriam ser ouvidos por nenhum dos juízes que decidiram os casos anteriores, "pois eles deixaram clara sua falta de conhecimento sobre a fé cristã". Sua submissão foi rejeitada pelo Tribunal como "descabida" e "profundamente inimiga do interesse público".
A posição de Carey foi amplamente criticada na imprensa. Andrew Brown, escrevendo no The Guardian, sugeriu que o efeito do julgamento foi dizer que Carey era "um idiota presunçoso e alarmista que não tem ideia do que está falando". O Church Times comentou que "Pode-se perdoar quem pensa que Lord Carey de Clifton gerou mais colunas de destaque desde que se aposentou como Arcebispo de Canterbury do que quando estava no cargo. Sua última incursão na mídia nacional é mais do que o normal, pois atinge o cerne da independência do judiciário." No entanto, sua posição foi apoiada por seu antigo colega, o bispo aposentado de Rochester, Michael Nazir-Ali.
Em fevereiro de 2012, falando no lançamento do grupo de defesa Coalition for Marriage, Carey expressou sua oposição à proposta do governo de legalizar o casamento entre pessoas do mesmo sexo, afirmando que estava "preocupado e decepcionado" e chamando a proposta de "vandalismo cultural". Em março de 2013, Carey falou de ser "muito desconfiado" de que por trás dos planos para o casamento gay "se esconde uma abordagem secularista e relativista agressiva em relação a uma instituição que colou a sociedade". Dois meses depois, afirmou que o casamento entre pessoas do mesmo sexo poderia estabelecer um "precedente perigoso" que poderia levar ao casamento entre irmãos ou à poligamia. Carey criticou o governo britânico por tentar mudar a definição de casamento para "um compromisso de longo prazo entre duas pessoas de qualquer sexo, no qual gênero e procriação são irrelevantes".
Após uma campanha de estudantes do King's College de Londres, que expressaram preocupações sobre as opiniões do ex-arcebispo sobre o casamento gay, em 2016, uma foto de Carey foi retirada como parte de mudanças digitais.

### Sobre os muçulmanos
Como Arcebispo de Canterbury, Carey foi ativo no trabalho inter-religioso e trabalhou por melhores relações com os muçulmanos, apelando a um "diálogo mais profundo" entre as duas religiões. Em 25 de março de 2004, após a sua aposentadoria, ele fez um discurso lamentando a falta de democracia e inovação nos países muçulmanos, sugerindo uma falta de estudos críticos em relação ao Alcorão e dizendo que os muçulmanos moderados deveriam "resistir fortemente" à tomada do Islã por extremistas. Ele também criticou a maioria dos muçulmanos, que não apoiam os extremistas, por não os denunciarem. Diante de críticas, quando foi interpretado como um ataque franco ao Islã, Carey respondeu: "Aqueles que se deram ao trabalho de ler a minha palestra terão notado que eu era tão crítico do Ocidente, do Cristianismo e, por esse motivo, também duramente crítico da política de Israel em relação à Palestina."
Em setembro de 2006, Carey apoiou o Papa Bento XVI na controvérsia sobre os seus comentários sobre o Islão e declarou que "não haverá progresso material e económico significativo [nas comunidades muçulmanas] até que a mente muçulmana tenha permissão para desafiar o status quo das convenções muçulmanas e até mesmo os seus mais queridos xiboletes".

### Em questões de comércio

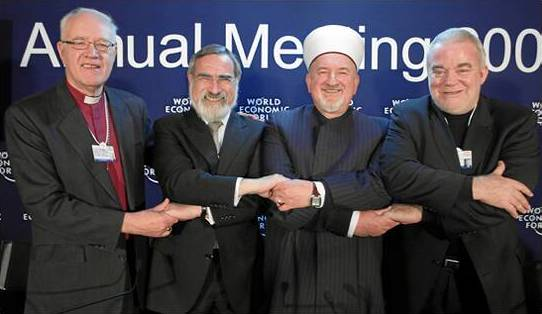
Lord Carey de Clifton, Jonathan Sacks, Rabino-chefe das Congregações Hebraicas Unidas da Comunidade Britânica, Mustafa Ceric, Grão-Mufti da Bósnia, Jim Wallis, Editor-chefe e CEO da revista Sojournes, em coletiva de imprensa no Fórum Econômico Mundial em Davos, 2009.

Em fevereiro de 2006, Carey atraiu mais controvérsia ao declarar em uma carta ao The Times que uma moção do Sínodo Geral apoiada por seu sucessor, Rowan Williams, em favor do desinvestimento em uma empresa ativa nos territórios ocupados de Israel o fez ter vergonha de ser anglicano.
Em setembro de 2009, Carey provocou indignação entre alguns anglicanos ao fazer comentários positivos sobre o comércio de armas. Foi rapidamente condenado por vários ativistas cristãos, especialmente desde que as Conferências de Lambeth em 1988 e 1998 decidiram opor-se ao comércio de armas.

### Sobre a unidade anglicana
Em abril de 2006, quando as críticas ao seu ativismo pós-aposentadoria em diversas frentes foram expressas em uma carta aberta por leigos liberais na igreja, ele emitiu uma declaração pública reclamando que tais comentários eram "maldosos e prejudiciais à Comunhão Anglicana". Em uma entrevista para a BBC, ele disse: "Acho que esta é uma carta maliciosa da Austrália e espero que os autores reflitam e se arrependam".
Em maio de 2006, ele fez um discurso no Seminário Teológico da Virgínia, posteriormente publicado em seu site pessoal, no qual dizia: "Quando deixei o cargo no final de 2002, senti que a Comunhão Anglicana estava de bom humor", mas que, como resultado de eventos subsequentes, "é difícil dizer de que forma somos agora uma Comunhão". Isso foi repercutido em vários jornais no mês seguinte, como no Sunday Telegraph, como um ataque ao seu sucessor, Rowan Williams. Um e-mail de Lorde Carey no dia da publicação circulou no qual ele negou veementemente isso e disse: "Estou furioso e quero uma retratação do Sunday Telegraph, caso contrário, apresentarei uma queixa".
Em novembro de 2006, Carey foi impedido de proferir uma palestra da Sociedade Missionária da Igreja na Catedral de Bangor pelo Reitor de Bangor, que considerou que Carey havia se tornado "um fator de desunião e de deslealdade para com Rowan Williams, uma força divisória".

### Sobre os britânicos e a migração
Como membro fundador do Cross-Party Group on Balanced Migration, Carey escreveu um artigo de opinião no The Times em setembro de 2008, no qual defendia uma política de migração baseada no conceito de migração equilibrada do grupo (ou seja, o número de imigrantes que entram na Grã-Bretanha teria que corresponder ao número de emigrantes que saem da Grã-Bretanha), incluindo um limite para o número de migrantes autorizados a se tornarem residentes permanentes do Reino Unido; entre outras declarações, ele disse: "Se essa escala de imigração continuar, com pessoas de diferentes crenças, culturas e tradições vindo para cá, o que significará ser britânico? [...] A imigração deve ser mantida sob controle se quisermos manter os elementos essenciais da sociedade britânica que foram construídos ao longo das gerações." O artigo foi escrito em resposta a um anterior (também publicado no The Times) por David Aaronovitch, com a caracterização de Aaronovitch do Cross-Party Group como buscando "expulsar [imigrantes]" sendo rejeitada por Carey.
Em janeiro de 2010, Carey deu uma entrevista a BBC Radio 4, na qual afirmou que, embora qualquer política migratória eventual não devesse "dar preferência a nenhum grupo em particular", o sistema de imigração baseado em pontos deveria dar preferências a certos migrantes em potencial com base em seus valores e origens. Embora negasse buscar um limite para "pessoas que são populações não cristãs", Carey afirmou, no entanto, que os imigrantes deveriam ter uma compreensão da história e da cultura britânicas, enfatizando a herança cristã do país como um elemento particular disso, e o "compromisso do país com a língua inglesa". Na mesma época, ele apareceria na BBC Radio 5 Live para pedir que a política migratória britânica fosse debatida "sem qualquer rancor" e para dizer que a prioridade deveria ser dada aos imigrantes comprometidos com "nossos valores" e que, se isso fosse feito, a maioria dos futuros imigrantes viria de países historicamente cristãos. Ele também alertou que, se a imigração continuasse ao ritmo atual, o ressentimento "poderia aumentar e já está a aumentar", enquanto condições sociais "perigosas", como o desemprego desproporcional entre as minorias étnicas, também poderiam surgir.

### Sobre questões ecumênicas
Em outubro de 2009, Carey disse que era imperdoável que o Vaticano tivesse dado um aviso relativamente curto da sua oferta de receber alguns anglo-católicos na Igreja Católica dentro de um ordinariato pessoal; no entanto, ele deu uma recepção cautelosa à oferta.

### Sobre a liberdade religiosa
Carey foi um dos principais defensores dos direitos dos cristãos ante um caso sobre liberdade religiosa, iniciado em 4 de setembro de 2012 no Tribunal Europeu dos Direitos Humanos, a respeito do caso de dois trabalhadores forçados a deixar seus empregos por usarem cruzes como uma manifestação visível de sua fé.

### Sobre o suicídio assistido
Em julho de 2014, anunciou que tinha mudado a sua opinião sobre a eutanásia a favor da legalização da morte assistida para doentes terminais.
Contudo, o então arcebispo Welby, criticou os comentários de Lorde Carey, afirmando que não levaram em conta os "riscos e perigos para as pessoas" se a lei for alterada.

### Sobre os cristãos sírios
Em 18 de julho de 2015, ele emprestou seu nome e esforços ao Fundo Barnabas, uma instituição de caridade que visava colocar os cristãos sírios, alvos do ISIS como parte de sua doutrina supremacista islâmica, na frente da fila de refugiados do Reino Unido. Ele apelou ao governo para "acolher refugiados cristãos e dar-lhes prioridade como requerentes de asilo. Cristãos sírios e iraquianos estão sendo massacrados, torturados e escravizados. Precisamos que o governo britânico trabalhe com instituições de caridade como o Fundo Barnabas e outras para evacuar aqueles que estão desesperados por suas vidas." Ele foi acompanhado por Lord Weidenfeld e pelo Revd Andrew White, Vigário de Bagdá, bem como muitos outros, em seu esforço.

## Obras
- I Believe in Man, Eerdmans, 1977. ISBN 9780802817112.
- God Incarnate: Meeting the Contemporary Challenges to a Classic Christian Doctrine, InterVarsity Press, 1978. ISBN 978-0877845034.
- The Meeting of the Waters, Hodder & Stoughton, 1985. ISBN 978-0340372791.
- The Gate of Glory, Hodder and Stoughton, 1986. ISBN 978-0340576373.
- The Message of the Bible, Chariot Victor Pub, 1988. ISBN 978-0856489174.
- The Great God Robbery, Collins, 1989. ISBN 978-0006268666.
- The Church in the Marketplace, Morehouse Pub., 1991. ISBN 9780819215628.
- Sharing a Vision, Darton Longman & Todd, 1993. ISBN 978-0232520354.
- Spiritual Journey, Morehouse Pub., 1994. ISBN 9780819215956.
- My Journey, Your Journey, Lion Publishing PLC, 1996. ISBN 9780745930008
- Canterbury Letters to the Future, Morehouse Pub., 1999. ISBN 9780819217530.
- Jesus 2000: The Archbishop of Canterbury's Millennium Message, Marshall Pickering, 1999. ISBN 9780551032200.
- Know the Truth, HarperCollins, 2004. ISBN 9780007120307.
- We Don't Do God: The marginalisation of public faith (com Andrew Carey), Monarch Books, 2012. ISBN 9780857210302.

## Honrarias, prêmios e legado
Em 2011, foi inaugurada a Escola Primária George Carey da Igreja da Inglaterra em Creekmouth, Barking.

### Honras
- Pariato vitalício (criado em 1 de novembro de 2002)[94]
- 2002: Real Colar Vitoriano (Casa de Windsor)[95]
- 2009: Cavaleiro da Grã-Cruz da Real Ordem de Francisco I (Casa de Bourbon-Duas Sicílias)[carece de fontes?]

### Graus honorários
- 1991: Grau honorário de Doutor em Divindade (DD) pela Universidade de Kent[96]
- 1992: Grau honorário de Doutor em Direito (LLD) pela Universidade de Bath[97]
- 1992: Grau honorário de Doutor em Divindade pela Universidade de Nottingham[98]
- 1993: Grau honorário de Doutor em Divindade pela Universidade de Durham[99]
- 1995: Grau honorário de Doutor da Universidade pela The Open University[100]
- 1999: Grau honorário de Doutor em Divindade pela Universidade do Sul, Sewanee[101]
- 1999: Grau honorário de Doutor em Divindade pela City University, Londres[carece de fontes?]
- 1999: Grau honorário pela Universidade de Notre Dame[102]
- 2000: Grau honorário de Doutor em Divindade pela Universidade Metodista Meridional[103]
- 2002: Grau de Doutor Honoris Causa pelo Wycliffe College, Toronto[104]
- 2005: Doutorado honorário pela Universidade do Camboja[105]